# Мартін Гарнік
Мартін Гарнік (нім. Martin Harnik, нар. 10 червня 1987, Гамбург) — австрійський футболіст німецького походження, півзахисник та нападник клубу «Вердер».

## Клубна кар'єра
У дорослому футболі дебютував 2006 року виступами за дублюючу команду клубу «Вердер», в якій провів три сезони, взявши участь у 48 матчах чемпіонату. З сезону 2007-08 став залучатися до основної команди.
24 серпня 2009 року перейшов на правах оренди в «Фортуну» (Дюссельдорф), у складі якої провів весь наступний сезон. Більшість часу, проведеного у складі дюссельдорфської «Фортуни», був основним гравцем команди, а також одним з головних бомбардирів команди, маючи середню результативність на рівні 0,43 голу за гру першості.
До складу клубу «Штутгарт» приєднався в липні 2010 року. 6 січня 2012 року Мартін продовжив контракт з «Штутгартом» до червня 2016 року. Наразі встиг відіграти за штутгартський клуб 63 матчі в національному чемпіонаті.

## Виступи за збірні
Незважаючи на те, що Гарнік народився у ФРН, він вирішив виступати за збірну Австрії.
Протягом 2006–2009 років залучався до складу молодіжної збірної Австрії, разом з якою був учасником молодіжного чемпіонату світу 2007 року, де австрійці зайняли 4 місце. Всього на молодіжному рівні зіграв у 10 офіційних матчах, забив 1 гол.
22 серпня 2007 року дебютував в офіційних матчах у складі національної збірної Австрії в товариській грі проти збірної Чехії, в якій відразу відзначився голом, а матч завершився з рахунком 1-1.
У складі збірної був учасником чемпіонату Європи 2008 року в Австрії та Швейцарії, зігравши в усіх трьох матчах своєї збірної.

## Титули і досягнення
- Володар Кубка Німеччини (1):

«Вердер»: 2008-09
- Володар Суперкубка Німеччини (1):

«Вердер»: 2009